# Dūst Beyglū
Dūst Beyglū (persiska: دوست بيگلو) är en ort i Iran.   Den ligger i provinsen Ardabil, i den nordvästra delen av landet, 500 km nordväst om huvudstaden Teheran. Dūst Beyglū ligger 840 meter över havet och antalet invånare är 769.
Terrängen runt Dūst Beyglū är kuperad. Runt Dūst Beyglū är det ganska tätbefolkat, med 56 invånare per kvadratkilometer. Närmaste större samhälle är Chol Qeshlāqī, 19,4 km väster om Dūst Beyglū. Trakten runt Dūst Beyglū består i huvudsak av gräsmarker.